# Ronan Parke
Ronan David Parke (sinh ngày 8 tháng 8 năm 1998), là ca sĩ người Anh. Cậu sinh ra tại Poringland, hạt Norfolk, Vương quốc Anh. Cậu là á quân trong chương trình Britain's Got Talent. Sau chương trình, nhiều nguồn tin cho rằng cậu đã ký hợp đồng với hãng thu âm Sony Music.

## Tiểu sử

### Thân thế và con đường đến với âm nhạc
Ronan Parke sinh ra và lớn lên tại Poringland, một thị trấn nhỏ tại Norfolk, Anh. Cậu là con thứ hai trong một gia đình gồm bốn người. Cha là Maggie Parke, mẹ là Trevor Parke  và anh trai Declan Parke. Hiện nay, Ronan Parke là học sinh trường  Framingham Earl High School tại quê nhà.
Năm 2011 Ronan Parke tham gia cuộc thi Tìm kiến tài năng nước Anh, Britain's Got Talent. Cậu là một trong những thí sinh xuất sắc nhất của chương trình. Xuất hện với sự giản dị, cùng với giọng hátđược đánh giá là rất tốt, cậu chiếm được cảm tình rất tốt từ phía ban giám khảo và tất cả khán giả. Sau khi vựot qua các vòng thi một các dễ dàng, Ronan Parke lọt vào vòng chung kết. Tại đây, cậu thể hiện ca khúc Because of you của Kelly Clarkson và nhận được sự thích thú và ủng hộ từ phía ban giám khảo và khán giả. Tuy nhiên Ronan về nhì vì có số phiếu bình chọn thấp hơn Jai McDowall 2,6%.

### Sự nghiệp hiện nay
Hai ngày sau đên chung kết, Ronan được cho là đã được Sony Music đề nghị một bản hợp đồng thu âm trị giá 1 triệu bảng Anh. Ngoài ra cậu còn được Simon Cowell đề nghị cho song ca với á quân America's Got Talent 2010 - Jackie Evancho
Ronan đã thực sự gây nên một hiệu ứng khắp nước Anh. Nhiều công ty du lịch và nhiều chương trình âm nhạc đã mời cậu với mức cát-xê 30.000 bảng Anh, gấp đôi so với Jai McDowall - quán quân chương trình.
Ronan Parke thông báo trên facebook rằng " A thousand miles", ca khúc của Vanessa Carlton, có thể trở thành single đầu tay của cậu được phát hành vào ngày 14 tháng 9, năm 2011. Nhưng video "Athousand miles" của Ronan đã được đăng lên Youtube từ ngày 2 tháng 9, năm 2011 và nhận được nhiều phản hồi tích cực từ cư dân mạng.

## Danh sách bài hát, đĩa nhạc

### Studio albums
| Tên Album   | Chi tiết                                                                                       | Xếp hạng |
| Tên Album   | Chi tiết                                                                                       | UK       |
| ----------- | ---------------------------------------------------------------------------------------------- | -------- |
| Ronan Parke | - Release date: ngày 24 tháng 10 năm 2011 - Nhãn đĩa: Syco Music - Định dạng:: CD, Tải nhạc số | 22       |

### Singles
| Năm  | Single             | Xếp hạng | Xếp hạng | Xếp hạng | Album       |
| Năm  | Single             | UK       | IRL      | SCO      | Album       |
| ---- | ------------------ | -------- | -------- | -------- | ----------- |
| 2011 | "A Thousand Miles" | —        | —        | —        | Ronan Parke |

### Video âm nhạc
| Năm  | Bài hát            | Director |
| ---- | ------------------ | -------- |
| 2011 | "A Thousand Miles" |          |

## Liên kết
- Website chính thức
- Ronan Parke trên Twitter
- Ronan Parke trên Facebook
- Kênh Ronan Parke trên YouTube
- Kênh Ronan Parke Vevo trên YouTube